# 리듬스타 2
《리듬스타 2》는 리듬스타의 후속작으로 2010년 에이앤비 소프트가 만든 핸드폰 전용 리듬 액션 게임이다.
2010년 2월 24일 SK에서 리듬스타2가 출시되었다. KT에서는 2010년 3월 31일에 출시되었다.

## 게임 구조
리듬스타2 정식판은 정보이용료 4000원과 데이터 통화료가 발생하며, 라이트버전은 정보이용료 3000원과 데이터 통화료가 발생한다.
(LGT에서는 2000원으로 학생용을 다운로드 받을 수 있다.)
리듬스타 2는 음악에 따른 노트를 맞춰 점수를 획득하는 리듬 게임이다.
리듬스타 2는 TRAINING, EASY, HARD, CRAZY의 4개의 모드를 선택할 수 있다.
TRAINING모드는 EASY모드와 별반 차이가 없지만, 노트가 커져 판정이 더 쉬워진다. 대신 '내 정보'의 '리포트'에는 기록되지 않는다.
EASY모드는 3키를 사용한다. 이는 매우 쉬워 최대 난이도가 5이다.
HARD모드는 6키를 사용한다. 난이도는 중간이며 최대 난이도는 8이다.
CRAZY모드는 9키를 모두 사용하고, 그만큼 난이도도 가장 어렵다. 최대 난이도 10이다.
기종에 따른 속도의 차이에 이한 싱크 어긋남을 조절할 수 있는 싱크 조절 기능이 있으며 게임 모드도 조절할 수 있다.

## 플레이 모드
플레이 모드는 Normal, Help, Mirror, Flash, Random, SlowDown, Accel; Twist, MoveBlind, FadeOut, FreeStyle, Great, Hidden으로 나뉘며 게임 노트 속도는 1, 2, 3배속의 속도로 조절 할 수 있다. 이 모드들은 '행성'이 가지고 있는 고유한 옵션이다. 행성들은 음악선택시 좌 우 키를 눌러 변경할 수 있다. 각 행성들은 점수 배수 가산점이 있다.
| 옵션 이름 | 행성 이름  | 특성                                                  | 캐릭터 | 1배속 점수 | 2배속 점수 | 3배속 점수 |
| --------- | ---------- | ----------------------------------------------------- | ------ | ---------- | ---------- | ---------- |
| Normal    | 지구       | 아무 옵션도 없다.                                     | 리듬이 | 1.0배      | 1.2배      | 1.3배      |
| Help      | 카프리치오 | Miss, Bad시 패널티를 30% 감소한다.                    | Dr. R  | 0.7배      | 0.8배      | 0.9배      |
| Mirror    | 아마빌레   | 스크린의 가운데를 기준으로 노트를 죄우 반전시킨다.    | 디디   | 1.2배      | 1.3배      | 1.4배      |
| Flash     | 피아코     | 노트를 깜박인다.                                      | 코다   | 1.4배      | 1.7배      | 1.8배      |
| Random    | 아지타토   | 노트 배치를 무작위로 설정한다.                        | 모짜   | 1.4배      | 1.6배      | 2.3배      |
| SlowDown  | 루바토     | 노트들이 2번 순간 감속한다.                           | 미뉴   | 1.7배      | 2.1배      | 2.2배      |
| Accel.    | 프레스토   | 노트를 중간 지점부터 판정선 지점까지 순간 배속시킨다. | 폴카   | 1.6배      | 1.9배      | 2.2배      |
| Twist     | 돌체       | 노트라 떨어지는 도중 위치가 바뀐다.                   | 델리   | 1.7배      | 2.1배      | 2.5배      |
| MoveBlind | 에스틴토   | 유령 3마리가 게임화면을 방해한다.                     | 마따   | 1.5배      | 1.8배      | 1.9배      |
| FadeOut   | 알레그로   | 노트가 점점 사라진다.                                 | 브링   | 1.6배      | 1.9배      | 2.0배      |
| FreeStyle | 칸타빌레   | 노트 하강 속도가 제각각 다르다.                       | 부기   | 1.7배      | 2.1배      | 2.3배      |
| Great     | 비바체     | Good 이하의 판정에서 게임을 종료한다.                 | 잭     | 1.8배      | 2.0배      | 2.3배      |
| Hidden    | 브리오     | 노트가 보이지 않는다.                                 | 블레키 | 2.3배      | -          | -          |

행성을 치유하면 이 모드들을 즐길 수 있는데, 행성은 음표로 치유할 수 있으며 행성 치유의 순서는 없다. 또한 게임 초기값으로 카프리치오 행성과 지구 행성은 치유되어 있다.
'음표'는 음표가 그려진 주황 노트를 Good 이상의 판정으로 맞추면 얻을 수 있으며 특히 밝게 빛나는 '왕 음표'를 Good 이상의 판정으로 맞추면 10개의 음표를 얻는다. 음표는 행성치유 및 곡을 사는데 쓰인다.
신곡 출시일은 매주 금요일이며, 가요, 클래식, 무료곡 3가지로 출시된다. 매월 말에는 무료곡이 같이 출시된다.

## 다른 리듬스타 시리즈
- 리듬스타
- 리듬스타T
- 리듬스타3